# Homonna–Takcsány-vasútvonal
A Homonna-Takcsány vasútvonal (szlovákiai számozás szerint 196-os vasútvonal) egy egyvágányú, villamosítatlan szlovákiai vasútvonal, mely Homonnát és Takcsányt köti össze, Szinnán keresztül.

## Története
A vasút építését 1909-ben határozták el. Tervezték, hogy meghosszabbításra kerül Oroszruszkáig (ma nemlétező település, a helyén a Starina víztározó található), erre azonban az első világháború kitörése miatt végül nem került sor, maga a hosszabbítás is értelmét vesztette.
A vonal végig a Ciróka patak völgyében húzódik. Megépítése nem volt nehéz, a 86 hidat és kisebb-nagyobb átereszt leszámítva nem volt szükség nagyobb földmunkákra. 1909. november 30-án adták át a forgalomnak. Az első világháborút követően a vasútvonal teljes egészében Csehszlovákiához került, majd 1939 és 1945 között Takcsány visszakerült Magyarországhoz, emiatt rendszeres forgalom csak Szinnáig volt ebben az időszakban.

## Forgalom
A vonal jelenleg is fontos kapocs Homonna és Szinna között, valamint a mentén található települések számára. A vonal teljes hosszában kétóránként, csúcsidőben óránként járnak szerelvények. Általában a ŽSSK 861 sorozat járművei közlekednek itt, néha "Búvár" mozdonnyal húzott szerelvények.
Alkalmanként teherszállítás is történik a vonalon, a hegyekben kivágott fát szállítják el. 

## Fordítás
Ez a szócikk részben vagy egészben  a(z)   Železničná trať Humenné – Stakčín című szlovák Wikipédia-szócikk ezen változatának fordításán alapul.  Az eredeti cikk szerkesztőit annak laptörténete sorolja fel. Ez a jelzés csupán a megfogalmazás eredetét és a szerzői jogokat jelzi, nem szolgál a cikkben szereplő információk forrásmegjelöléseként.